# Liste du patrimoine culturel immatériel de l'humanité en Bulgarie
Cet article recense les pratiques inscrites au patrimoine culturel immatériel en Bulgarie.

## Statistiques
La Bulgarie a ratifié la convention pour la sauvegarde du patrimoine culturel immatériel le 10 mars 2006. La première pratique protégée est inscrite en 2008.
En 2021, la Bulgarie compte 8 éléments inscrits au patrimoine culturel immatériel, 6 sur la liste représentative et 2 sur le registre des meilleures pratiques de sauvegarde.

## Listes

### Liste représentative
Les éléments suivants sont inscrits sur la liste représentative du patrimoine culturel immatériel de l'humanité :
| Élément | Type                                              | Subdivision   | Année | Lien  | Notes                                                         | Illus. |
| --- | ------------------------------------------------- | ------------- | ----- | ----- | ------------------------------------------------------------- | ------ |
| Les Babi de Bistritsa (en), polyphonie, danses et pratiques rituelles archaïques de la région de Shoplouk (en)  | arts du spectacle                                 | Shoplouk (en) | 2008  | 00095 |                                                               |        |
| Le Nestinarstvo (en), messages du passé : le panagyr des saints Constantin et Hélène dans le village de Bulgari | pratiques sociales, rituels et événements festifs | Bulgari       | 2009  | 00191 |                                                               |        |
| La tradition de la fabrication des tapis à Tchiprovtsi                                                          | savoir-faire liés à l’artisanat traditionnel      | Tchiprovtsi   | 2014  | 00965 |                                                               |        |
| Le surova, festival populaire dans la région de Pernik                                                          | pratiques sociales, rituels et événements festifs | Pernik        | 2015  | 00968 |                                                               |        |
| Les pratiques culturelles associées au 1er Mars                                                                 | pratiques sociales, rituels et événements festifs |               | 2017  | 01287 | Partagé avec la Macédoine du Nord, la Moldavie et la Roumanie |        |
| Le chant à plusieurs voix visoko de Dolen (en) et Satovtcha, Bulgarie du Sud-Ouest                              | arts du spectacle                                 | Blagoevgrad   | 2021  | 00967 |                                                               |        |

### Patrimoine immatériel nécessitant une sauvegarde urgente
La Bulgarie ne compte aucun élément listé sur la liste du patrimoine immatériel nécessitant une sauvegarde urgente.

### Registre des meilleures pratiques de sauvegarde
La Bulgarie compte deux pratiques listées au registre des meilleures pratiques de sauvegarde :
| Élément | Type                                              | Subdivision   | Année | Lien  | Notes | Illus. |
| --- | ------------------------------------------------- | ------------- | ----- | ----- | ----- | ------ |
| Le festival de folklore à Koprivshtitsa, ensemble de pratiques pour présenter et transmettre le patrimoine                                   | pratiques sociales, rituels et événements festifs | Koprivshtitsa | 2016  | 00970 |       |        |
| La chitalishte bulgare (centre culturel communautaire), expérience pratique de préservation de la vitalité du patrimoine culturel immatériel |                                                   |               | 2017  | 00969 |       |        |